# Skuggklipplav
Skuggklipplav (Lecanactis dilleniana) är en lavart som först beskrevs av Erik Acharius, och fick sitt nu gällande namn av Körb. Skuggklipplav ingår i släktet Lecanactis och familjen Roccellaceae.  Arten är reproducerande i Sverige. Inga underarter finns listade i Catalogue of Life.